# Liuboslav Pènev
Liuboslav Mladènov Pènev (búlgar: Любослав Пенев) (Dòbritx, Bulgària, 31 d'agost de 1966) és un exfutbolista búlgar. Jugava com a davanter i va debutar al CSKA Sofia.
Mentre jugava al València CF es va crear una penya que portava el seu nom, anomenada Lubos. Amb el temps la penya, situada originalment a la corba del fons nord juntament amb els Yomus, canviaria la seua localització el 1994 per la grada general de peu sud i passaria a conèixer-se com Lubos Gol Gran. La penya Gol Gran eliminaria qualsevol referència al jugador en el seu nom el 1996 quan Liuboslav Pènev, aleshores jugador de l'Atlètic de Madrid, agredira a l'aleshores president valencianista, Paco Roig, amb qui tenia una mala relació des de la seua època com a jugador merengot.

## Clubs
| Club                  | País          | Año       |
| --------------------- | ------------- | --------- |
| PFC CSKA Sofia        | Bulgària      | 1984—1989 |
| València CF           | País Valencià | 1989—1995 |
| Atlètic de Madrid     | Espanya       | 1995—1996 |
| S.D. Compostela       | Espanya       | 1996—1998 |
| Celta de Vigo         | Espanya       | 1998—1999 |
| PFC Lokomotiv Plovdiv | Bulgària      | 1999—2001 |

## Internacional
Ha estat internacional amb la selecció de futbol de Bulgària 66 vegades.

### Participacions en Mundials
| Mundial                        | Seu    | Resultat     |
| Copa Mundial de Futbol de 1998 | França | Primera fase |

### Participacions en Eurocopes
| Eurocopa                | Seu        | Resultat     |
| Eurocopa de futbol 1996 | Anglaterra | Primera fase |